# Guang-Sprachen
Guang-Sprachen bilden eine Sprachgruppe aus sechzehn Sprachen, die überwiegend in Ghana, aber auch in Togo und Benin gesprochen werden. Die Guang-Sprachgruppe wird in Nord-Guang und Süd-Guang unterteilt und gehört neben den Bia-Sprachen und den Akan-Sprachen zur Tano-Sprachengruppe.

## Sprachenstamm
Die Guang-Sprachen gehören zu den Tano-Sprachen, die ihrerseits zu folgendem Sprachenbaum gehören:
Niger-Kongo-Sprachen
Atlantische Sprachen
Volta-Kongo-Sprachen
Kwa-Sprachen
Nyo-Sprachen
Potou-Tano-Sprachen
Tano-Sprachen

## Guang-Sprachen
Die Sprachen der Guang-Familie sind folgende:
Nord-Guang:
- Gikyode, Ghana
- Ginyanga, Togo
- Dompo, Ghana
- Foodo, Benin
- Gonja, Ghana
- Kplang, Ghana
- Krache, Ghana
- Nawuri, Ghana
- Chumburung, Ghana
- Nkonya, Ghana
- Nchumbulu, Ghana
- Dwang, Ghana

Süd-Guang:
- Awutu, Ghana
- Cherepon, Ghana
- Gua, Ghana
- Larteh, Ghana